# Kalotermitidae
Kalotermitidae Banks, 1919 é uma família de térmitas que inclui 22 géneros e cerca de 419 espécies.

## Géneros
A família Kalotermitidae inclui os seguintes géneros:
| - Allotermes - Bicornitermes - Bifiditermes - Calcaritermes - Ceratokalotermes - Comatermes - Cryptotermes - Epicalotermes - Eucryptotermes - Glyptotermes - Incisitermes | - Kalotermes - Lobitermes - Marginitermes - Neotermes - Paraneotermes - Postelectrotermes - Procyptotermes - Proneotermes - Pterotermes - Rugitermes - Tauritermes |